# Ophiorrhiza obcuneata
Ophiorrhiza obcuneata är en måreväxtart som beskrevs av Theodoric Valeton. Ophiorrhiza obcuneata ingår i släktet Ophiorrhiza och familjen måreväxter. Inga underarter finns listade i Catalogue of Life.